# Ena Mahmutovic
Ena Mahmutovic (Duisburg, 23 december 2003) is een voetbalspeelster uit Duitsland. Ze speelt als keeper voor FC Bayern München in de Bundesliga.

## Clubcarrière
Mahmutovic speelde in de jeugd voor Eintracht Duisburg voordat ze in 2014 overstapte naar MSV Duisburg. In het seizoen 2019-2020 werd Mahmutovic gepromoveerd naar het eerste elftal van MSV Duisburg. In een wedstrijd tegen Bayer 04 Leverkusen op 30 mei 2020 maakte ze haar debuut door MSV Duisburg door in te vallen als veldspeelster. Dit was nodig doordat er een deel van de selectie van MSV Duisburg was geveld door het Coronavirus. In het volgende seizoen mocht Mahmutovic vier wedstrijden keepen. In dat seizoen degradeerde MSV Duisburg naar de 2de Bundesliga, maar in het seizoen erna, waarin Mahmutovic acht keer in actie kwam, wist het gelijk weer terug te promoveren naar de Bundesliga. In dat seizoen maakte Mahmutovic ook haar DFB Pokal debuut in een met 3-1 verloren wedstrijd tegen VfL Wolfsburg.
In het seizoen 2022-2023 bemachtigde Mahmutovic een basisplaats en keepte ze in 21 Bundesliga wedstrijden. Daarnaast won Mahmutovic de prijs Duisburg's Atleet van het Jaar 2023. MSV Duisburg wist zich te handhaven in de Bundesliga door op een tiende plaats te eindigen. In het seizoen 2023-2024 heeft Mahmutovic opnieuw een vaste basisplaats, maar wist ze met haar team degradatie naar de Tweede Bundesliga niet te voorkomen.
Na de degradatie tekende Mahmutovic op 5 juni 2024 een contract bij landskampioen FC Bayern München. In München tekende Mahmutovic een contract dat haar tot medio 2027 aan de club verbonden houdt. Ze maakte haar debuut in een thuiswedstrijd tegen Eintracht Frankfurt op 4 november 2024. Doordat bij haar ploeggenote en concurrent voor een plek onder de lat, Maria Luisa Grohs, een kwaadaardige tumor werd ontdekt, groeide Mahmutovic al snel uit tot eerste doelvrouw van FC Bayern München.

## Statistieken
| Seizoen | Club              | Competitie | Competitie | Competitie | Beker | Beker | Overig | Overig | Totaal | Totaal |
| Seizoen | Club              | Competitie | Wed.       | Dlp.       | Wed.  | Dlp.  | Wed.   | Dlp.   | Wed.   | Dlp.   |
| ------- | ----------------- | ---------- | ---------- | ---------- | ----- | ----- | ------ | ------ | ------ | ------ |
| 2019/20 | MSV Duisburg      | Bundesliga | 1          | 0          | 0     | 0     | 0      | 0      | 1      | 0      |
| 2020/21 | MSV Duisburg      | Bundesliga | 4          | 0          | 0     | 0     | 0      | 0      | 4      | 0      |
| 2021/22 | MSV Duisburg      | Bundesliga | 8          | 0          | 1     | 0     | 0      | 0      | 9      | 0      |
| 2022/23 | MSV Duisburg      | Bundesliga | 21         | 0          | 2     | 0     | 0      | 0      | 23     | 0      |
| 2023/24 | MSV Duisburg      | Bundesliga | 22         | 0          | 3     | 0     | 0      | 0      | 25     | 0      |
| 2024/25 | FC Bayern München | Bundesliga | 2          | 0          | 0     | 0     | 0      | 0      | 2      | 0      |
| Totaal  | Totaal            | Totaal     | 58         | 0          | 6     | 0     | 0      | 0      | 64     | 0      |

Bijgewerkt t/m 29 november 2024.

## Interlandcarrière
Ena Mahmutovic maakte deel uit van de selectie van Duitsland onder 20 voor het WK 2022 in Costa Rica waarin Duitsland niet voorbij de groepsfase wist te geraken. Mahmutovic kwam in geen enkele wedstrijd van Duitsland op het toernooi in actie.
Bondscoach Martina Voss-Tecklenburg selecteerde Mahmutovic voor een trainingsstage in Marbella van 14 februari tot 19 februari 2023 en zat bij de selectie voor het duel tegen Zweden op 21 februari 2023 in de Schauinsland-Reisen-Arena in haar Duisburg. In de vriendschappelijke wedstrijd tegen Zambia in juli 2023 en de Nations League wedstrijden tegen Wales en IJsland in oktober 2023 zat Mahmutovic opnieuw bij de selectie van Duitsland.